# Naturfiber

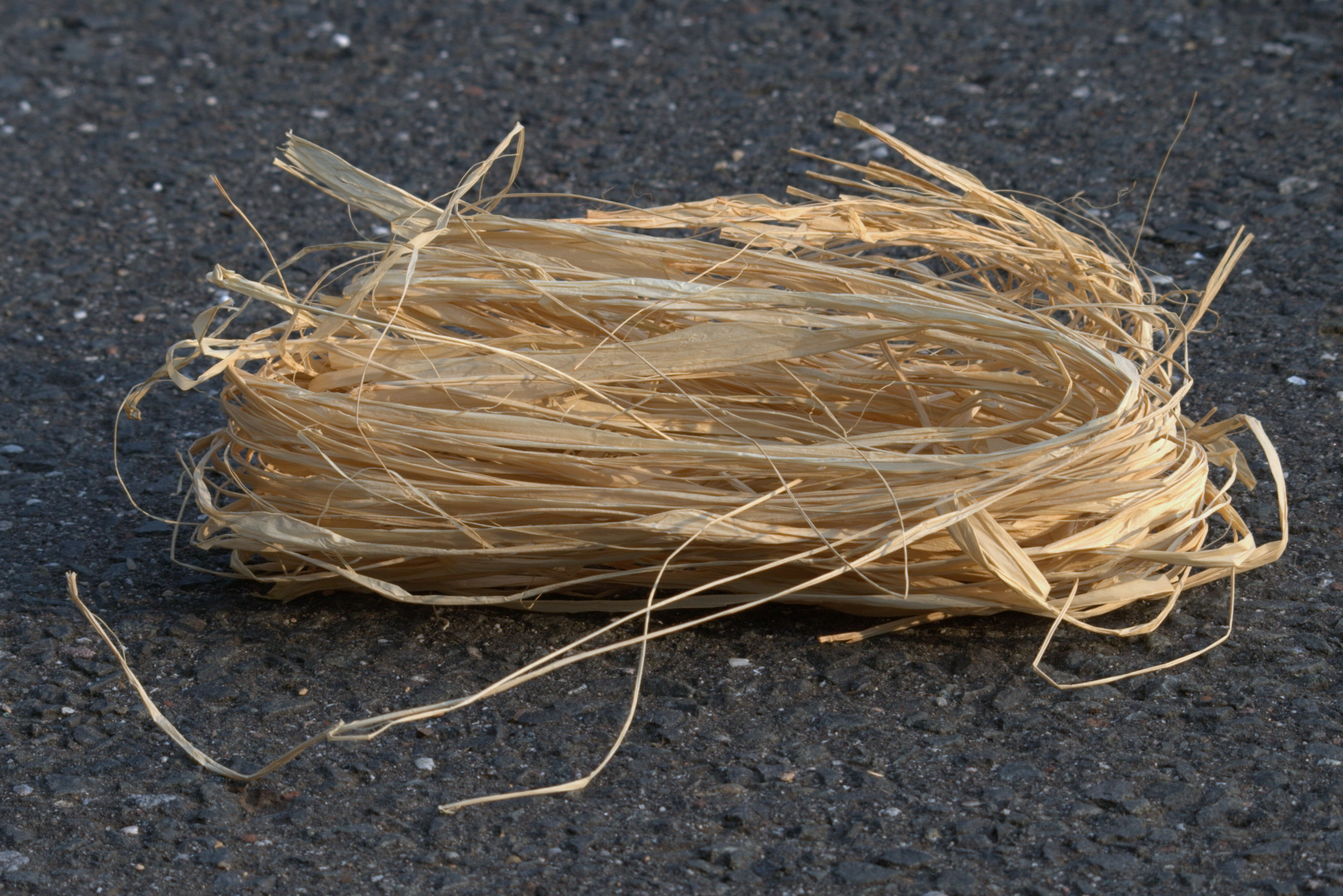
Fibrer från Raphiapalm.

Naturfiber är textilfibrer som bildas i naturen och kommer från fröhår eller hår från pälsdjur. Naturfibrerna delas oftast in i två områden: växtfiber och djurfiber. Fibrerna är som regel kortare än konstfiber och är därför som regel stapelfibrer och inte filamentfibrer. 
Naturfibrerna var de första textilfibrerna som människan nyttjade. Man har funnit 30 000 år gamla bearbetade ull och lin-fibrer i en grotta i Georgien. 

## Ekonomi och miljö
Produktion och försäljningen av naturfiber har en stor betydelse för många människor i de allra fattigaste länderna. På det sättet bidrar naturfiberproduktion till förbättra tillgången till mat och ekonomisk utveckling för dessa grupper. År 2009 utlystes också till internationella naturfiberåret i en FN-resolution.
Textilindustrins miljöpåverkan har diskuterats mycket de senaste åren. Olika textilfibrer tillverkas på olika sätt och har därför mycket olika påverkan på miljön. Generellt är naturfibrer mer miljövänliga än konstfiber, men det finns stora skillnader inom grupperna. Idag finns också textilmaterial där medvetenheten om miljöpåverkan är integrerad i hela tillverkningsprocessen. På det sättet leder ekologisk bomull till mindre miljöpåverkan än annan bomullsproduktion.
Bland naturfibrerna kan noteras att konventionell bomullsodling har stor miljöpåverkan  och att lin är ett bättre miljöval än bomull.. Bambu kan vara ett bra miljöval, om den odlas utanför de naturliga bestånden. . Hampa och kokos är som regel bra miljöval.

## Exempel på naturfibrer
- Växtfibrer:
  - fibrer från frön eller frukter: bomull
  - fibrer från stjälk eller bast: jute, lin, manilla, hampa med flera
- Djurfiber:
  - fibrer från djurs behåring: ull
  - fibrer från silkesproducerande djur: silke

Ibland räknas även mineralfiber till de naturliga fibrerna:
- Mineralfiber:
  - fibrer från glas: glasfiber
  - fibrer från andra mineral